# Posiłek regeneracyjny

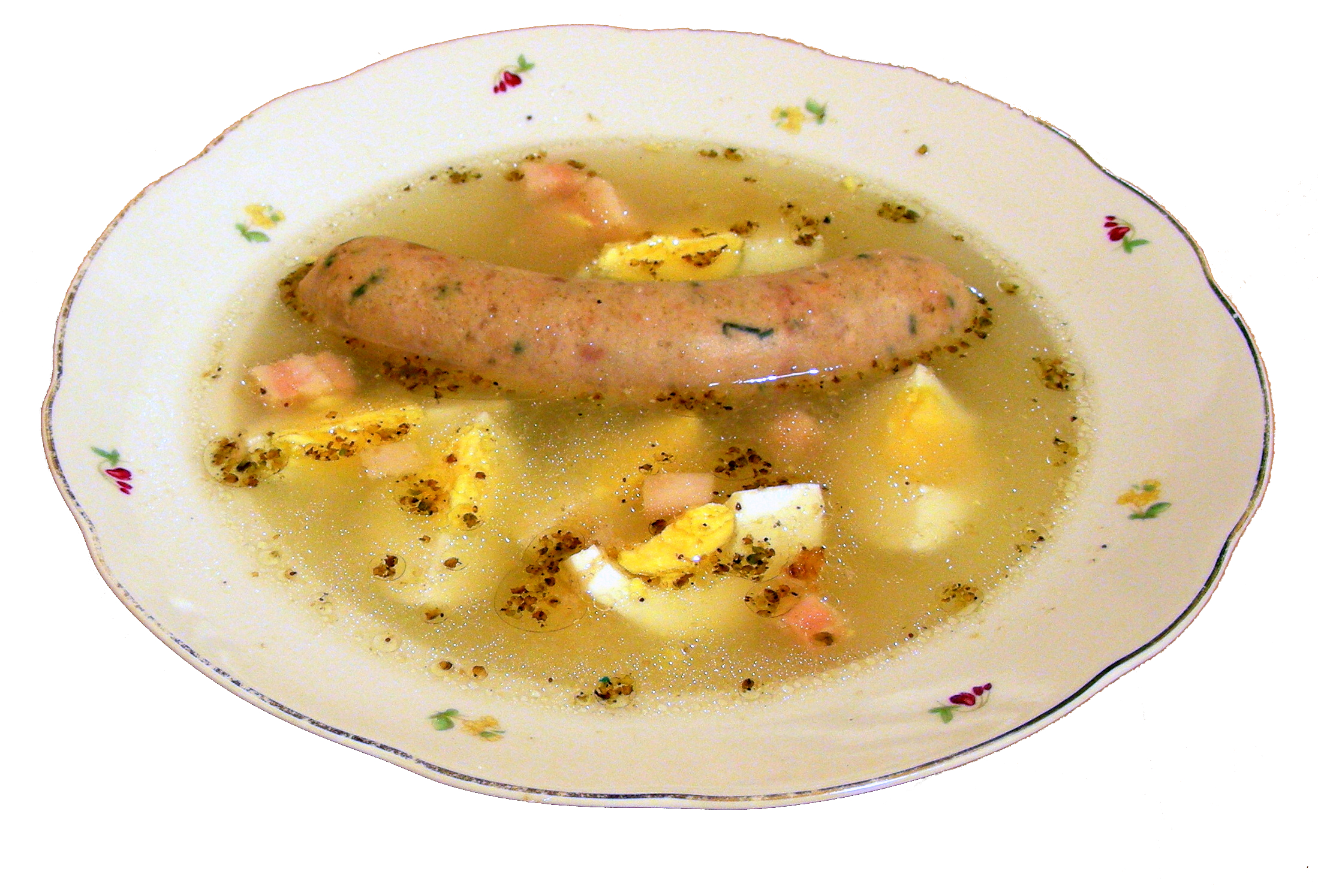
Żurek z białą kiełbasą, jajkiem i ziemniakami może stanowić posiłek regeneracyjny

Posiłek regeneracyjny – bezpłatny posiłek, wydawany pracownikowi przez pracodawcę w procesie świadczenia pracy w uciążliwych warunkach. Warunki jego serwowania reguluje Kodeks pracy.
Pracodawca zobowiązany jest do zapewnienia pracownikom zatrudnionym w warunkach szczególnie uciążliwych, a także osobom zatrudnionym przy usuwaniu skutków klęsk żywiołowych i innych zdarzeń losowych, nieodpłatnych posiłków wydawanych ze względów profilaktycznych. Taki regeneracyjny posiłek ma formę jednego dania gorącego, winien posiadać wartość kaloryczną około 1000 kilokalorii i zawierać:
- około 50-55% węglowodanów,
- 30-35% tłuszczów,
- 15% białek.

W Polsce, w przypadku, gdy pracodawca nie ma możliwości wydania posiłku ze względu na rodzaj wykonywanej przez pracownika pracy lub ze względów organizacyjnych, może zapewnić w czasie pracy korzystanie z takich posiłków w punktach gastronomicznych lub przyrządzanie przez pracownika posiłków we własnym zakresie z otrzymanych produktów.